# Protokol o ochraně životního prostředí ke Smlouvě o Antarktidě
Protokol o ochraně životního prostředí ke Smlouvě o Antarktidě (Protocol on Environmental Protection to the Antarctic Treaty), též Madridský protokol, je směrnice, která je součástí Antarktického smluvního systému. Schválen byl 4. října 1991, v platnost vstoupil 14. ledna 1998. Nahradil tak méně úspěšnou 
Úmluvu o regulaci aktivit při využívání nerostných surovin Antarktidy. Účelem protokolu je doplnit Smlouvu o Antarktidě v otázce ochrany životního prostředí Antarktidy a původních populací organizmů. Smlouva také zakazuje těžbu nerostných surovin. Smlouva samotná potom bude otevřena pro případné změny v roce 2048.

## Obsah smlouvy
- Preambule – protokol vzniká k posílení ochrany životního prostředí Antarktidy; Antarktida musí zůstat zvláštní rezervací bez konfliktů, výhradně pro mírové účely
- Článek 1 – definice pojmů
- Článek 2 – smluvní strany se zavazují k úplné ochraně životního prostředí Antarktidy; Antarktida je prohlášena přírodní rezervací, věnovanou míru a vědě
- Článek 3 – ochrana životního prostředí Antarktidy má významné místo v plánování a provádění všech činností v antarktickém prostoru; všechny činnosti musí být prováděny tak, aby byly minimalizovány možné negativní dopady na životní prostředí (klima, kvalita ovzduší a vody, vzdušné, vodní, pozemní, ledovcové i mořské prostředí, původní populace zvířat a rostlin včetně ohrožených druhů); použité technologie musí umožňovat pravidelné kontroly a zamezení nepříznivým vlivům; ze všech činností má přednost vědecký výzkum, který vede k pochopení a uchování unikátního prostředí Antarktidy
- Článek 4 – tento protokol doplňuje Smlouvu o Antarktidě a nesmí tuto smlouvu měnit
- Článek 5 – smluvní strany budou komunikovat a spolupracovat se smluvními stranami a institucemi Antarktického smluvního systému a snažit se o dosažení společných cílů
- Článek 6 – smluvní strany budou spolupracovat při plánování a provádění činností v oblasti Smlouvy o Antarktidě; budou podporovat vědecké, technické a vzdělávací programy, týkající se životního prostředí Antarktidy, poskytovat pomoc ostatním smluvním stranám v přípravě ekologických dopadů, poskytovat ostatním smluvním stranám informace, konzultovat s ostatními stranami výběr lokalit pro budoucí stanice a další zařízení, podle potřeby provádět společné expedice a společně využívat stanice i další zařízení
- Článek 7 – je zakázána jakákoliv činnost, týkající se využití zdrojů nerostných surovin v Antarktidě (mimo vědecké výzkumy) pro příštích 50 let
- Článek 8 – u veškerých činností bude posuzována míra vlivu na životní prostředí
- Článek 9 – nedílnou součástí protokolu jsou přílohy
- Článek 10 – Konference států Antarktické smlouvy vymezí podle tohoto protokolu společný postup pro komplexní ochranu životního prostředí Antarktidy a přijme opatření, nutná k dodržování tohoto protokolu
- Článek 11 – zřizuje se Výbor pro ochranu životního prostředí; každá smluvní strana má právo být členem
- Článek 12 – soupis funkcí Výboru pro ochranu životního prostředí
- Článek 13 – všechny smluvní strany zajistí dodržování tohoto protokolu a zamezí provozování činností, které jsou v rozporu s protokolem
- Článek 14 – smluvní strany zajistí inspekce, kontrolující dodržování tohoto protokolu
- Článek 15 – smluvní strany se zavazují v případě mimořádných událostí zajistit rychlé a účinné řešení a vytvořit pohotovostní plány pro případ incidentů, které by mohly mít nepříznivý vliv na životní prostředí Antarktidy
- Článek 16 – smluvní strany vypracují pravidla a postupy, týkající se odpovědnosti za případnou škodu
- Článek 17 – smluvní strany podají každoročně zprávu o přijatých opatřeních; tyto zprávy budou po interním posouzení veřejně přístupné
- Článek 18 – Článek 20 – ustanovení, týkající se řešení sporů (spory budou řešeny mírovou cestou)
- Článek 21 – protokol bude otevřen k podpisu v Madridu od 4. 10. 1991 a poté ve Washingtonu do 3. 10. 1992
- Článek 22 – protokol podléhá ratifikaci, přijetí nebo schválení signatářskými státy; listiny o ratifikaci, přijetí, schválení nebo přistoupení budou uloženy u vlády Spojených států amerických
- Článek 23 – protokol vstoupí v platnost třicátý den po dni uložení všech listin o ratifikaci, přijetí, schválení nebo přistoupení
- Článek 24 – výhrady k tomuto protokolu nejsou povoleny
- Článek 25 a článek 26 – ustanovení, týkající se změny nebo úpravy protokolu
- Článek 27 – protokol bude uložen v archivu vlády Spojených států amerických

- Dodatek – ustanovení, týkající se Rozhodčího soudu

- Příloha I – posuzování vlivů na životní prostředí
- Příloha II – ochrana flory a fauny
- Příloha III – likvidace odpadu a odpadové hospodářství
- Příloha IV – prevence znečištění moře
- Příloha V – správa a ochrana zvlášť chráněných území
- Příloha VI – odpovědnost vyplývající z ekologických havárií